# Dayglo Pirates

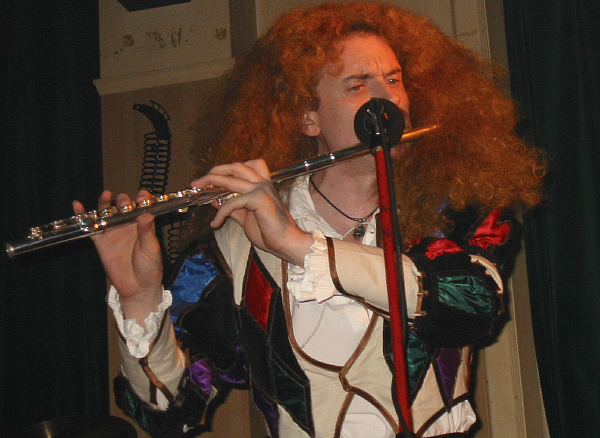
Flétnista skupiny Dayglo Pirates Paul Forrest

Dayglo Pirates je anglická skupina, která hraje skladby skupiny Jethro Tull. Skupina byla založena v roce 1996 a hraje na srazech svých fanoušků v Itálii, Španělsku a Německu, mnoho vystoupení má též ve Velké Británii. Zpěvák a flétnista Paul Forrest vystoupil na pódiu s opravdovými Jethro Tull 16. dubna v Pavilion Theatre Bournemouth.
Svoje jméno skupina Dayglo Pirates převzala z písně Up To Me na albu Aqualung:

The rainy season comes to pass,

The day-glo pirate sinks at last.

And if I laughed a bit too fast,

Well it was up to me.

Dayglo Pirates byli představeni v čísle 102 (leden 2007) časopisu Classic Rock.

## Repertoár
Dayglo Pirates hrají písničky Jethro Tull od prvního alba This Was (1968) až do Stormwatch (1979):
- My Sunday Feeling
- New Day Yesterday
- Living in the Past
- With You There To Help Me
- Mother Goose
- Bourree
- Back to the Family
- Nothing is Easy
- Sweet Dream
- My God

- Acres Wild
- North Sea Oil
- Songs from the Wood
- Thick as a Brick
- Dun Ringill
- Hunting Girl
- Minstrel in the Gallery
- Cross Eyed Mary
- Aqualung
- Locomotive Breath
- Dambusters March Finale

## Obsazení
Členy skupiny jsou:
- Paul Forrest - zpěv, flétna, akustická kytara, mandolína
- Simon Taylor - elektrická kytara, zobcová flétna, sborový zpěv
- Steve Harrison - baskytara
- Graham Burgess - klávesy, sborový zpěv
- Tom Andrews - bicí, zvonkohra, sborový zpěv

Ve skupině byla pouze jedna personální změna, když původní hráč na klávesy Dave Bott opustil skupinu v roce 2005 z osobních důvodů.